# Champions Trophy de hockey sobre césped femenino de 2006
El Champions Trophy de hockey femenino 2006 fue la 14.ª edición del torneo. Se llevó a cabo entre el 8 y 16 de julio de 2006 en el Estadio Wagener de Amstelveen, Países Bajos.

## Equipos participantes
- China (cuarto en los Juegos Olímpicos de 2004)
- Países Bajos (país anfitrión y campeón defensor)
- Argentina (campeón del mundo en 2002)
- Alemania (campeón olímpico de 2004)
- Australia (quinto en los juegos olímpicos 2004)
- Nueva Zelanda (sexto en los juegos olímpicos 2004)

## Tabla de posiciones
| Equipo        | J | G | E | P | GF | GC | D/G | Pts | Clasificación |
| ------------- | - | - | - | - | -- | -- | --- | --- | ------------- |
| China         | 5 | 3 | 1 | 1 | 12 | 6  | +6  | 10  | Final         |
| Alemania      | 5 | 3 | 0 | 2 | 11 | 8  | +3  | 9   | Final         |
| Argentina     | 5 | 3 | 0 | 2 | 11 | 10 | +1  | 9   | 3.ª posición  |
| Países Bajos  | 5 | 2 | 2 | 1 | 10 | 5  | +5  | 8   | 3.ª posición  |
| Australia     | 5 | 1 | 2 | 2 | 5  | 6  | -1  | 5   | 5.ª posición  |
| Nueva Zelanda | 5 | 0 | 1 | 4 | 0  | 14 | -14 | 1   | 5.ª posición  |

## Rueda final

### 5.º y 6.º puesto
| 16 de julio | Australia | 2 - 1 | Nueva Zelanda |  |  |

### Tercer puesto
| 16 de julio | Argentina | 1 - 1 (1 - 4 p.) | Países Bajos |  |  |

### Final
| 16 de julio, 15:00 | China | 2 - 3 | Alemania |                                                                |  |
|                    |       |       |          | Árbitro(s): Soledad Iparraguirre (ARG) y Chieko Akiyama (JPN). |  |

## Posiciones finales
| Pos | Equipo        |
| --- | ------------- |
|     | Alemania      |
|     | China         |
|     | Países Bajos  |
| 4.  | Argentina     |
| 5.  | Australia     |
| 6.  | Nueva Zelanda |

## Premios individuales
| Mejor jugadora | Mejor jugadora joven | Mejor arquera | Goleadora                      |
| -------------- | -------------------- | ------------- | ------------------------------ |
| Fu Baorong     | Naomi van As         |               | Li Hongxia Ma Yibo Fanny Rinne |